# Troy Gregory
Pour les articles homonymes, voir Gregory.
Troy Gregory, né le 13 novembre 1966 à Détroit, États-Unis est un guitariste, bassiste et acteur américain.
Il devient le bassiste du groupe Flotsam and Jetsam après le départ de Jason Newsted en 1986. Il y reste de 1987 à 1991 puis rejoint Prong, groupe avec lequel il enregistre l'album Prove You Wrong. Il collabore brièvement avec Killing Joke, en 1996, en tant que bassiste.
En tant qu'acteur, il est apparu dans Shopgirl (2005), Secrets of Fenville (2003), Dead/Undead (2002) et After April (2001).